# Шрусбері (Нью-Джерсі)
Шрусбері (англ. Shrewsbury) — місто (англ. borough) в США, в окрузі Монмаут штату Нью-Джерсі. Населення — 4184 особи (2020).

## Географія
Шрусбері розташоване за координатами 40°19′34″ пн. ш. 74°3′35″ зх. д. / 40.32611° пн. ш. 74.05972° зх. д. (40.326064, -74.059667).  За даними Бюро перепису населення США в 2010 році місто мало площу 5,70 км², з яких 5,61 км² — суходіл та 0,08 км² — водойми.

## Демографія
Згідно з переписом 2010 року, у селищі мешкало 3809 осіб у 1261 домогосподарстві у складі 1027 родин. Було 1310 помешкань
Расовий склад населення:
| - 95,6 % — білих - 2,1 % — азіатів - 0,7 % — чорних або афроамериканців - 0,1 % — корінних американців |

До двох чи більше рас належало 0,9 %. Частка іспаномовних становила 2,5 % від усіх жителів.
За віковим діапазоном населення розподілялося таким чином: 27,0 % — особи молодші 18 років, 55,4 % — особи у віці 18—64 років, 17,6 % — особи у віці 65 років та старші. Медіана віку мешканця становила 44,3 року. На 100 осіб жіночої статі у селищі припадало 87,7 чоловіків;  на 100 жінок у віці від 18 років та старших — 84,7 чоловіків також старших 18 років.
Середній дохід на одне домашнє господарство  становив 143 612 долари США (медіана — 116 087), а середній дохід на одну сім'ю — 167 067 доларів (медіана — 141 778). Медіана доходів становила 115 521 долар для чоловіків та 70 521 долар для жінок. За межею бідності перебувало 1,9 % осіб, у тому числі 1,8 % дітей у віці до 18 років та 3,9 % осіб у віці 65 років та старших.
Цивільне працевлаштоване населення становило 1849 осіб. Основні галузі зайнятості: освіта, охорона здоров'я та соціальна допомога — 20,6 %, фінанси, страхування та нерухомість — 16,2 %, науковці, спеціалісти, менеджери — 11,9 %, виробництво — 11,7 %.